# Rostyslav Hercyk
Rostyslav Andrijovyč Hercyk (* 5. července 1989 Lvov, Sovětský svaz) je ukrajinský sportovní šermíř, který se specializuje na šerm fleretem. Ukrajiny reprezentuje mezi muži od roku 2011. V roce 2013 obsadil třetí místo na mistrovství světa v soutěži jednotlivců.